# 三重県災害拠点病院
三重県災害拠点病院（みえけんさいがいきょてんびょういん）とは、三重県にある災害時の救急医療の拠点となる病院である。三重県では現在16の病院が災害拠点病院として指定されている。

## 概要
県内や近県で災害が発生し、通常の医療体制では被災者に対する適切な医療を確保することが困難な状況となった場合に、三重県知事の要請により傷病者の受け入れや医療救護班の派遣等を行う。

## 拠点病院の条件
- 建物が耐震耐火構造であること。
- 資器材等の備蓄があること。
- 応急収容するために転用できる場所があること。
- 応急用資器材、自家発電機、応急テント等により自己完結できること。（外部からの補給が滞っても簡単には病院機能を喪失しないこと）
- 近接地にヘリポートが確保できること。

## 病院一覧
17病院（うち機関災害拠点病院1、地域災害拠点病院16）が指定されている。
| 病院名                           | 住所                      | 種類 | DMAT | 救命 | 2次医療圏 |
| -------------------------------- | ------------------------- | ---- | ---- | ---- | --------- |
| 三重県立総合医療センター         | 四日市市日永5450-132      | 基幹 | ○    | ○    | 北勢      |
| 三重北医療センターいなべ総合病院 | いなべ市北勢町阿下喜771   | 地域 |      |      | 北勢      |
| 市立四日市病院                   | 四日市市芝田2-2-37        | 地域 | ○    | ○    | 北勢      |
| 鈴鹿中央総合病院                 | 鈴鹿市安塚町山之花1275-53 | 地域 |      |      | 北勢      |
| 桑名市総合医療センター           | 桑名市寿町3-11            | 地域 |      |      | 北勢      |
| 三重大学医学部附属病院           | 津市江戸橋2-174           | 地域 | ○    | ○/DH | 中勢伊賀  |
| 伊賀市立上野総合市民病院         | 伊賀市四十九町831         | 地域 |      |      | 中勢伊賀  |
| 名張市立病院                     | 名張市百合が丘西1-178     | 地域 | ○    |      | 中勢伊賀  |
| 国立病院機構三重中央医療センター | 津市久居明神町2158-5      | 地域 |      |      | 中勢伊賀  |
| 松阪市民病院                     | 松阪市殿町1550            | 地域 | ○    |      | 南勢志摩  |
| 松阪中央総合病院                 | 松阪市川井町小望102       | 地域 |      |      | 南勢志摩  |
| 済生会松阪総合病院               | 松阪市朝日町1区15-6       | 地域 |      |      | 南勢志摩  |
| 伊勢赤十字病院                   | 伊勢市船江1-471-2         | 地域 | ○    | ○/DH | 南勢志摩  |
| 三重県立志摩病院                 | 志摩市阿児町鵜方1257      | 地域 |      |      | 南勢志摩  |
| 市立伊勢総合病院                 | 伊勢市楠部町3038          | 地域 |      |      | 南勢志摩  |
| 尾鷲総合病院                     | 尾鷲市上野町5-25          | 地域 |      |      | 東紀州    |
| 紀南病院組合立紀南病院           | 南牟婁郡御浜町阿田和4750  | 地域 |      |      | 東紀州    |